# Lijst van onroerend erfgoed in Merksplas
Een overzicht van het onroerend erfgoed in de gemeente Merksplas. Het onroerend erfgoed maakt deel uit van het cultureel erfgoed in België.

## Bouwkundig erfgoed
| Object                                                                       | Erfgoedstatus? | Bouwjaar of architect | Deelgemeente | Adres                      | Coördinaten                   | Nummer? | Afbeelding                                                                   |
| ---------------------------------------------------------------------------- | -------------- | --------------------- | ------------ | -------------------------- | ----------------------------- | ------- | ---------------------------------------------------------------------------- |
| Craytenborch, aangepaste hoeve met woonstalhuis                              |                |                       | Merksplas    | Bergsken 2                 | 51° 23' 45" NB, 4° 53' 42" OL | 46888   | Craytenborch, aangepaste hoeve met woonstalhuis                              |
| Bewaarde molenromp van Moermolen                                             |                |                       | Merksplas    | Bergsken 10                | 51° 23' 42" NB, 4° 53' 49" OL | 46889   | Bewaarde molenromp van Moermolen                                             |
| Den Boensberg, hoevesite                                                     |                |                       | Merksplas    | Boensberg 1                | 51° 20' 33" NB, 4° 52' 24" OL | 46890   | Den Boensberg, hoevesite                                                     |
| Eclectisch herenhuis en boerderij                                            |                |                       | Merksplas    | Diepte 2                   | 51° 23' 4" NB, 4° 49' 57" OL  | 46891   | Eclectisch herenhuis en boerderij                                            |
| Kapel van Onze-Lieve-Vrouw der Stilte                                        |                |                       | Merksplas    | Geheul                     | 51° 23' 0" NB, 4° 53' 58" OL  | 46892   | Kapel van Onze-Lieve-Vrouw der Stilte                                        |
| Berkshoeve, hoeve met losse bestanddelen                                     |                |                       | Merksplas    | Geheul 2                   | 51° 22' 46" NB, 4° 54' 6" OL  | 46893   | Berkshoeve, hoeve met losse bestanddelen                                     |
| Zomerverblijf Hens                                                           |                |                       | Merksplas    | Hazenpad 1                 | 51° 21' 11" NB, 4° 53' 12" OL | 46894   | Zomerverblijf Hens                                                           |
| Groote Hoef, of 's Gravenhoeve of Koekhoven                                  | Monument       |                       | Merksplas    | Hazenpad 2                 | 51° 21' 12" NB, 4° 53' 16" OL | 46895   | Groote Hoef, of 's Gravenhoeve of Koekhoven                                  |
| Hoeve met losse bestanddelen                                                 |                |                       | Merksplas    | Heiseneinde 57             | 51° 21' 5" NB, 4° 51' 24" OL  | 46896   | Hoeve met losse bestanddelen                                                 |
| Boerenhuis                                                                   |                |                       | Merksplas    | Hoekeinde 35               | 51° 22' 14" NB, 4° 51' 31" OL | 46897   | Boerenhuis                                                                   |
| Pannenhuis, afspanning/brouwerij De Zwaan                                    | Monument       |                       | Merksplas    | Hoekeinde 43               | 51° 22' 25" NB, 4° 51' 28" OL | 46898   | Pannenhuis, afspanning/brouwerij De Zwaan                                    |
| 'T Hofke, hoeve met losse bestanddelen                                       |                |                       | Merksplas    | Hoevestraat 57             | 51° 21' 13" NB, 4° 53' 44" OL | 46899   | 'T Hofke, hoeve met losse bestanddelen                                       |
| Carons Hofke, buitenverblijf                                                 |                |                       | Merksplas    | Hofeinde 57                | 51° 22' 1" NB, 4° 51' 54" OL  | 46900   | Carons Hofke, buitenverblijf                                                 |
| Sint-Rochuskapel                                                             |                |                       | Merksplas    | J. Mertensstraat           | 51° 21' 37" NB, 4° 51' 29" OL | 46901   | Upload foto                                                                  |
| Parochiekerk Sint-Willibrordus                                               |                |                       | Merksplas    | Kerkstraat 2               | 51° 21' 32" NB, 4° 51' 51" OL | 46902   | Parochiekerk Sint-Willibrordus                                               |
| Woonstalhuis, hoeve met café                                                 |                |                       | Merksplas    | Kerkstraat 14              | 51° 21' 36" NB, 4° 51' 49" OL | 46903   | Woonstalhuis, hoeve met café                                                 |
| Dorpshuis                                                                    |                |                       | Merksplas    | Kerkstraat 31              | 51° 21' 36" NB, 4° 51' 47" OL | 46905   | Dorpshuis                                                                    |
| Vrijstaand dorpshuis                                                         |                |                       | Merksplas    | Kerkstraat 35              | 51° 21' 37" NB, 4° 51' 47" OL | 46906   | Vrijstaand dorpshuis                                                         |
| Art-decovilla                                                                |                |                       | Merksplas    | Kleiryt 22                 | 51° 21' 20" NB, 4° 52' 1" OL  | 46907   | Art-decovilla                                                                |
| Herenhuis in eclectische stijl                                               |                |                       | Merksplas    | Kloosterstraat 8           | 51° 21' 29" NB, 4° 51' 56" OL | 46908   | Herenhuis in eclectische stijl                                               |
| Sint-Isidoorhoeve, complex                                                   |                |                       | Merksplas    | Koekhoven 32               | 51° 21' 34" NB, 4° 53' 49" OL | 46909   | Sint-Isidoorhoeve, complex                                                   |
| Vreehoeve en kasteleinswoning Villa Vreeheide                                |                |                       | Merksplas    | Koekhoven 53               | 51° 22' 26" NB, 4° 53' 55" OL | 46910   | Vreehoeve en kasteleinswoning Villa Vreeheide                                |
| Twee enkelhuizen in eenheidsbebouwing                                        |                |                       | Merksplas    | Leopoldstraat 2-4          | 51° 21' 27" NB, 4° 51' 48" OL | 46911   | Twee enkelhuizen in eenheidsbebouwing                                        |
| Dubbelhuis                                                                   |                |                       | Merksplas    | Leopoldstraat 7            | 51° 21' 28" NB, 4° 51' 51" OL | 46912   | Dubbelhuis                                                                   |
| Eclectisch dubbelhuis                                                        |                |                       | Merksplas    | Leopoldstraat 15           | 51° 21' 26" NB, 4° 51' 52" OL | 46914   | Eclectisch dubbelhuis                                                        |
| Modernistisch enkelhuis, woning Druyts                                       |                |                       | Merksplas    | Leopoldstraat 25           | 51° 21' 24" NB, 4° 51' 54" OL | 46915   | Modernistisch enkelhuis, woning Druyts                                       |
| Twee enkelhuizen in eenheidsbebouwing                                        |                |                       | Merksplas    | Leopoldstraat 33-35        | 51° 21' 24" NB, 4° 51' 54" OL | 46916   | Twee enkelhuizen in eenheidsbebouwing                                        |
| Dubbelhuis                                                                   |                |                       | Merksplas    | Leopoldstraat 38           | 51° 21' 22" NB, 4° 51' 51" OL | 46917   | Dubbelhuis                                                                   |
| Dubbelhuis, onderwijzerswoning                                               |                |                       | Merksplas    | Leopoldstraat 58           | 51° 21' 18" NB, 4° 51' 52" OL | 46920   | Dubbelhuis, onderwijzerswoning                                               |
| Gerenoveerd woonstalhuis                                                     |                |                       | Merksplas    | Marckstraat 18             | 51° 21' 29" NB, 4° 53' 58" OL | 46921   | Gerenoveerd woonstalhuis                                                     |
| Bronzen Spetserbeeld                                                         |                |                       | Merksplas    | Markt                      | 51° 21' 29" NB, 4° 51' 44" OL | 46922   | Bronzen Spetserbeeld                                                         |
| Gemeentehuis, dubbelhuis                                                     |                |                       | Merksplas    | Markt 1                    | 51° 21' 28" NB, 4° 51' 46" OL | 46923   | Gemeentehuis, dubbelhuis                                                     |
| Dubbelhuis                                                                   |                |                       | Merksplas    | Markt 4                    | 51° 21' 27" NB, 4° 51' 47" OL | 46924   | Dubbelhuis                                                                   |
| Schutsboomhoeve                                                              |                |                       | Merksplas    | Molenzijde 2               | 51° 21' 35" NB, 4° 51' 20" OL | 46925   | Schutsboomhoeve                                                              |
| Het Kasteeltje, landhuis                                                     |                |                       | Merksplas    | Molenzijde 12              | 51° 21' 35" NB, 4° 51' 14" OL | 46927   | Het Kasteeltje, landhuis                                                     |
| Vrijstaand dubbelhuis                                                        |                |                       | Merksplas    | Molenzijde 18              | 51° 21' 35" NB, 4° 51' 9" OL  | 46928   | Vrijstaand dubbelhuis                                                        |
| Dubbelhuis                                                                   |                |                       | Merksplas    | Molenzijde 33              | 51° 21' 33" NB, 4° 51' 8" OL  | 46929   | Dubbelhuis                                                                   |
| Devotiekapel voor Onze-Lieve-Vrouw van Altijddurende Bijstand                |                |                       | Merksplas    | Molenzijde 76              | 51° 21' 34" NB, 4° 50' 46" OL | 46930   | Devotiekapel voor Onze-Lieve-Vrouw van Altijddurende Bijstand                |
| Eenheidsbebouwing in eclectische stijl                                       |                |                       | Merksplas    | Molenzijde 130-132         | 51° 21' 28" NB, 4° 50' 34" OL | 46931   | Eenheidsbebouwing in eclectische stijl                                       |
| Feestzaal de Kunstvrienden                                                   | Monument       |                       | Merksplas    | Molenzijde 143             | 51° 21' 27" NB, 4° 50' 36" OL | 46932   | Feestzaal de Kunstvrienden                                                   |
| Dubbelhuis                                                                   |                |                       | Merksplas    | Pastorijstraat 3           | 51° 21' 35" NB, 4° 51' 45" OL | 46933   | Dubbelhuis                                                                   |
| Neoclassicistisch dubbelhuis, pastorie                                       |                |                       | Merksplas    | Pastorijstraat 7           | 51° 21' 35" NB, 4° 51' 43" OL | 46934   | Neoclassicistisch dubbelhuis, pastorie                                       |
| Dorpshuis                                                                    |                |                       | Merksplas    | Pastorijstraat 13          | 51° 21' 37" NB, 4° 51' 41" OL | 46935   | Dorpshuis                                                                    |
| Woning Pelkmans                                                              |                |                       | Merksplas    | Steenweg op Beerse 53      | 51° 21' 1" NB, 4° 51' 51" OL  | 46938   | Woning Pelkmans                                                              |
| Twee enkelhuizen in eenheidsbebouwing                                        |                |                       | Merksplas    | Steenweg op Turnhout 10-12 | 51° 21' 13" NB, 4° 51' 54" OL | 46940   | Twee enkelhuizen in eenheidsbebouwing                                        |
| Dubbelhuis                                                                   |                |                       | Merksplas    | Steenweg op Turnhout 14    | 51° 21' 12" NB, 4° 51' 54" OL | 46941   | Dubbelhuis                                                                   |
| Dorpshuis                                                                    |                |                       | Merksplas    | Steenweg op Turnhout 16    | 51° 21' 11" NB, 4° 51' 55" OL | 46942   | Dorpshuis                                                                    |
| Valenbraakhoeve                                                              |                |                       | Merksplas    | Steenweg op Turnhout 58    | 51° 21' 6" NB, 4° 52' 9" OL   | 46943   | Valenbraakhoeve                                                              |
| Dubbelhuisje in eclectische stijl                                            |                |                       | Merksplas    | Steenweg op Turnhout 61    | 51° 21' 10" NB, 4° 52' 8" OL  | 46944   | Dubbelhuisje in eclectische stijl                                            |
| Kapel Onze-Lieve-Vrouw van het Heilig Hart, de Kapel aan De Bosduif          |                |                       | Merksplas    | Steenweg op Turnhout       | 51° 20' 31" NB, 4° 53' 49" OL | 46945   | Kapel Onze-Lieve-Vrouw van het Heilig Hart, de Kapel aan De Bosduif          |
| Woonstalhuis                                                                 |                |                       | Merksplas    | Steenweg op Weelde 30      | 51° 23' 9" NB, 4° 53' 54" OL  | 46947   | Woonstalhuis                                                                 |
| Gerenoveerde hoeve                                                           |                |                       | Merksplas    | Veldenbergstraat 43        | 51° 21' 45" NB, 4° 50' 48" OL | 46948   | Gerenoveerde hoeve                                                           |
| Woning Dierckx                                                               |                |                       | Merksplas    | Wolfstraat 9               | 51° 20' 53" NB, 4° 53' 17" OL | 46949   | Woning Dierckx                                                               |
| Voormalig landgoed 't Kasteeltje, heden Dienstverleningscentrum 't Zwartgoor |                |                       | Merksplas    | Zwart Goor 1               | 51° 21' 45" NB, 4° 50' 48" OL | 46950   | Voormalig landgoed 't Kasteeltje, heden Dienstverleningscentrum 't Zwartgoor |

### Bouwkundig geheel Merksplas Kolonie
| Object                                                    | Erfgoedstatus?                        | Bouwjaar of architect | Deelgemeente | Adres | Coördinaten                   | Nummer? | Afbeelding                                                |
| --------------------------------------------------------- | ------------------------------------- | --------------------- | ------------ | --- | ----------------------------- | ------- | --------------------------------------------------------- |
| Rijksweldadigheidskolonie Merksplas                       | beschermd cultuurhistorisch landschap |                       | Merksplas    | |                               | 122153  | Rijksweldadigheidskolonie Merksplas                       |
| Cellulaire gevangenis                                     | Monument                              |                       | Merksplas    | Steenweg op Wortel 1 | 51° 21' 22" NB, 4° 49' 50" OL | 200613  | Cellulaire gevangenis                                     |
| Kapel Onze-Lieve-Vrouw Hemelvaart                         | Monument                              |                       | Merksplas    | Kapelstraat | 51° 21' 20" NB, 4° 49' 31" OL | 200614  | Kapel Onze-Lieve-Vrouw Hemelvaart                         |
| Voormalige slaappaviljoenen, heden centrum voor Illegalen | Monument                              |                       | Merksplas    | Steenweg op Wortel | 51° 21' 23" NB, 4° 49' 39" OL | 200615  | Voormalige slaappaviljoenen, heden centrum voor Illegalen |
| Grote hoeve                                               | Monument                              |                       | Merksplas    | Kapelstraat | 51° 21' 28" NB, 4° 49' 26" OL | 200616  | Grote hoeve                                               |
| School                                                    | Monument                              |                       | Merksplas    | Steenweg op Wortel | 51° 21' 10" NB, 4° 49' 32" OL | 200617  | School                                                    |
| Middenmagazijn                                            | Monument                              |                       | Merksplas    | Nijverheidsstraat | 51° 21' 33" NB, 4° 49' 57" OL | 200619  | Middenmagazijn                                            |
| Werkplaatsen                                              |                                       |                       | Merksplas    | Nijverheidsstraat | 51° 21' 29" NB, 4° 49' 59" OL | 200620  | Werkplaatsen                                              |
| Voorraadschuren en loodsen                                |                                       |                       | Merksplas    | Nijverheidsstraat | 51° 21' 25" NB, 4° 50' 4" OL  | 200621  | Voorraadschuren en loodsen                                |
| Kleine hoeve                                              |                                       |                       | Merksplas    | Ossenweg | 51° 21' 1" NB, 4° 49' 39" OL  | 200622  | Kleine hoeve                                              |
| Landlopersbegraafplaats                                   |                                       |                       | Merksplas    | Steenweg op Wortel | 51° 21' 48" NB, 4° 49' 36" OL | 200623  | Landlopersbegraafplaats                                   |
| Vervolmakingsinstituut                                    |                                       |                       | Merksplas    | Steenweg op Wortel | 51° 21' 34" NB, 4° 49' 40" OL | 200624  | Vervolmakingsinstituut                                    |
| Bewakerswoningen Merksplas Kolonie                        |                                       |                       | Merksplas    | Kapelstraat 1-7, 2-8, Steenweg op Rijkevorsel 5-27, 10-16, 22-28, 35-45, 55-65, Kweekstraat 1-15, 2-12, Beukendreef 1, 2, Dammekensstraat 1-5, 2-6, Nijverheidsstraat 1-3, 2-4, Zoete Inval 1-7, 2-8, Gentse Wijk 1-9, 2-10, Rode Dreef 1, 2 | 51° 21' 4" NB, 4° 49' 24" OL  | 206089  | Bewakerswoningen Merksplas Kolonie                        |
| Woningen kaderpersoneel Merksplas Kolonie                 |                                       |                       | Merksplas    | Steenweg op Rijkevorsel 1-3, 2-8, 18-20, 31-33, 47-53, Gasthuisdreef 1, Steenweg op Wortel 2, 5, Eikendreef 1, 2, Ossenweg 1A-B, Beersedreef 2                                                                                               | 51° 21' 4" NB, 4° 49' 24" OL  | 206092  | Woningen kaderpersoneel Merksplas Kolonie                 |